# Chloé Dygert
Chloé Dygert (Brownsburg, 1 de janeiro de 1997) é uma desportista estadounidense que compete no ciclismo nas modalidades de pista, especialista nas provas de perseguição, e rota.
Participou nos Jogos Olímpicos de Verão de 2016, obtendo uma medalha de prata na prova de perseguição por equipas (junto com Sarah Hammer, Kelly Catlin e Jennifer Valente).
Ganhou sete medalhas no Campeonato Mundial de Ciclismo em Pista entre os anos 2016 e 2020.
Em estrada o seu maior sucesso é a medalha de ouro no Campeonato Mundial de Ciclismo em Estrada de 2019, na prova de contrarrelógio feminina.

## Medalheiro internacional
| Jogos Olímpicos    | Jogos Olímpicos            | Jogos Olímpicos  | Jogos Olímpicos         |
| Ano                | Lugar                      | Medalha          | Competição              |
| ------------------ | -------------------------- | ---------------- | ----------------------- |
| 2016               | Rio de Janeiro ( Brasil)   | Medalha de prata | Perseguição por equipas |
| Campeonato Mundial |                            |                  |                         |
| Ano                | Lugar                      | Medalha          | Competição              |
| 2016               | Londres ( Reino Unido)     | Medalha de ouro  | Perseguição por equipas |
| 2017               | Hong Kong ( China)         | Medalha de ouro  | Perseguição individual  |
| 2017               | Hong Kong ( China)         | Medalha de ouro  | Perseguição por equipas |
| 2018               | Apeldoorn ( Países Baixos) | Medalha de ouro  | Perseguição individual  |
| 2018               | Apeldoorn ( Países Baixos) | Medalha de ouro  | Perseguição por equipas |
| 2020               | Berlim ( Alemanha)         | Medalha de ouro  | Perseguição individual  |
| 2020               | Berlim ( Alemanha)         | Medalha de ouro  | Perseguição por equipas |

| Campeonato Mundial | Campeonato Mundial       | Campeonato Mundial | Campeonato Mundial |
| Ano                | Lugar                    | Medalha            | Competição         |
| ------------------ | ------------------------ | ------------------ | ------------------ |
| 2019               | Yorkshire ( Reino Unido) | Medalha de ouro    | Contrarrelógio     |

## Palmarés

### Estrada
2017
- Campeonato Panamericano Contrarrelógio
- Campeonato Panamericano Contrarrelógio Sub-23

2018
- 1 etapa da Joe Martin Stage Race Women
- 2 etapas do Tour de Gila

2019
- Joe Martin Stage Race Women, mais 2 etapas
- 2 etapas do Tour de Gila
- 2.ª no Campeonato dos Estados Unidos Contrarrelógio
- Chrono Kristin Armstrong[4]
- Jogos Panamericanos Contrarrelógio
- Colorado Classic, mais 4 etapas
- Campeonato Mundial Contrarrelógio

### Pista
- Jogos Panamericanos
  - Medalha de Ouro na Perseguição por Equipas